# Marea Norvegiei
Marea Norvegiei este o mare mărginașă în sudul Oceanul Arctic și nordul Oceanului Atlantic, cuprinsă între Peninsula Scandinavă, insulele Shetland, Feroe, Islanda și Ursului. Suprafața mării constituie 1547 mii km², iar adâncimea maximă 3860 m. Prin Marea Norvegiei trece curentul Norvegiei, ramură a curentului Golfului, datorită căruia nu îngheață. Temperatura medie a apei la suprafață variază în februarie între +2 și +7 °C, iar în august între +8 și +12 °C. Marea Norvegiei este un important bazin de pescuit.